# Pierwoszyno

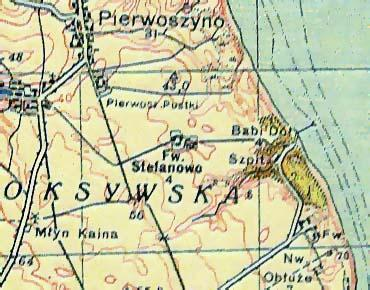
Pierwoszyno i Pierwoszyńskie Pustki na mapie Kępy Oksywskiej z lat 30.

Pierwoszyno (kaszb. Pierwòszëno, niem. Pierwoschin) – wieś kaszubska w Polsce położona w województwie pomorskim, w powiecie puckim, w gminie Kosakowo.
Wieś duchowna położona była w II połowie XVI wieku w powiecie puckim województwa pomorskiego. W latach 1975–1998 miejscowość administracyjnie należała do województwa gdańskiego.
W miejscowości znajduje się parafia rzymskokatolicka, należąca do dekanatu Gdynia-Oksywie, archidiecezji gdańskiej.

## Historia
Przed 1772 rokiem wzmiankowana pod nazwą Pirwaszyno. W latach zaboru pruskiego 1772–1919 wieś nosiła kolejno nazwy w języku niemieckim: Pirwaschin i Pierwoschin. 
W końcu 1892 r. wieś zamieszkiwało 221 Kaszubów katolików i 15 Niemców ewangelików, łącznie 236 osób.
W 1913 r. miejscowość liczyła 308 mieszkańców. We wsi była karczma, której właścicielem był Johann Kriesel. Było 4 znacznych posiadaczy ziemskich: J. Bigott, Josef Krause, A. Welter i Johann Wilma. Sklep kolonialno-spożywczy prowadził Klemens Pieper.
Do czasu rozbudowy przez Niemców tymczasowego lądowiska w Babich Dołach do parametrów lotniska wojskowego w pierwszych latach II wojny światowej na południe od Pierwoszyna istniała przyfolwarczna osada kaszubska o nazwie Pierwoszyńskie Pustki (kaszb. Pierwòszińsczé Pùstczi lub też Kreft, niem. Kreftsfelde, do 1881 r. Abbau von Pierwoschin), której zabudowa (54°35′28″N 18°30′07″E) została rozebrana przez okupanta. Folwark ten należał do rodziny Kreftów, np. w 1913 r. właścicielem był Albert Kreft, stąd nazwa Kreftfelde (pole Krefta).
W latach II wojny światowej w ramach systematycznych działań prowadzonych przez Niemców, by wprowadzić do przestrzeni publicznej absolutnie germańskie nazewnictwo nazwę Krefsfelde przeniesiono na całe Pierwoszyno. Zastąpiono w ten sposób stosowaną w czasach pruskich nazwę Pierwoschin.

## Infrastruktura
- Boiska do gry w piłkę nożną, koszykówkę i siatkówkę, kort tenisowy
- Kościół parafialny[9]
- Dom kultury[10]

## Znane osoby
- w 1882 urodził się August Krause, burmistrz miasta Gdyni
- w 1895 urodził się Włodzimierz Klein, znany urzędnik miasta Gdyni